# Brandon Linder
Brandon Linder (Southwest Ranches, 25 gennaio 1992) è un ex giocatore di football americano statunitense che ha militato nel ruolo di offensive guard per tutta la carriera con i Jacksonville Jaguars della National Football League (NFL). Fu scelto nel corso del terzo giro (93º assoluto) del Draft NFL 2014. Al college ha giocato a football all'Università di Miami

## Carriera

### Jacksonville Jaguars
Linder fu scelto dai Jacksonville Jaguars nel corso del terzo giro del Draft 2014. Debuttò come professionista partendo come titolare nella settimana 1 contro i Philadelphia Eagles. La sua stagione da rookie si concluse disputando 15 partite, tutte come titolare.
Il 28 marzo 2022 Linder annunciò il ritiro.